# فرموره
شهر فرموره (به فرانسوی: Frameries) در شهرستان من در استان انو در منطقه فدرال والوون در کشور بلژیک واقع شده‌است.

## نگارخانه

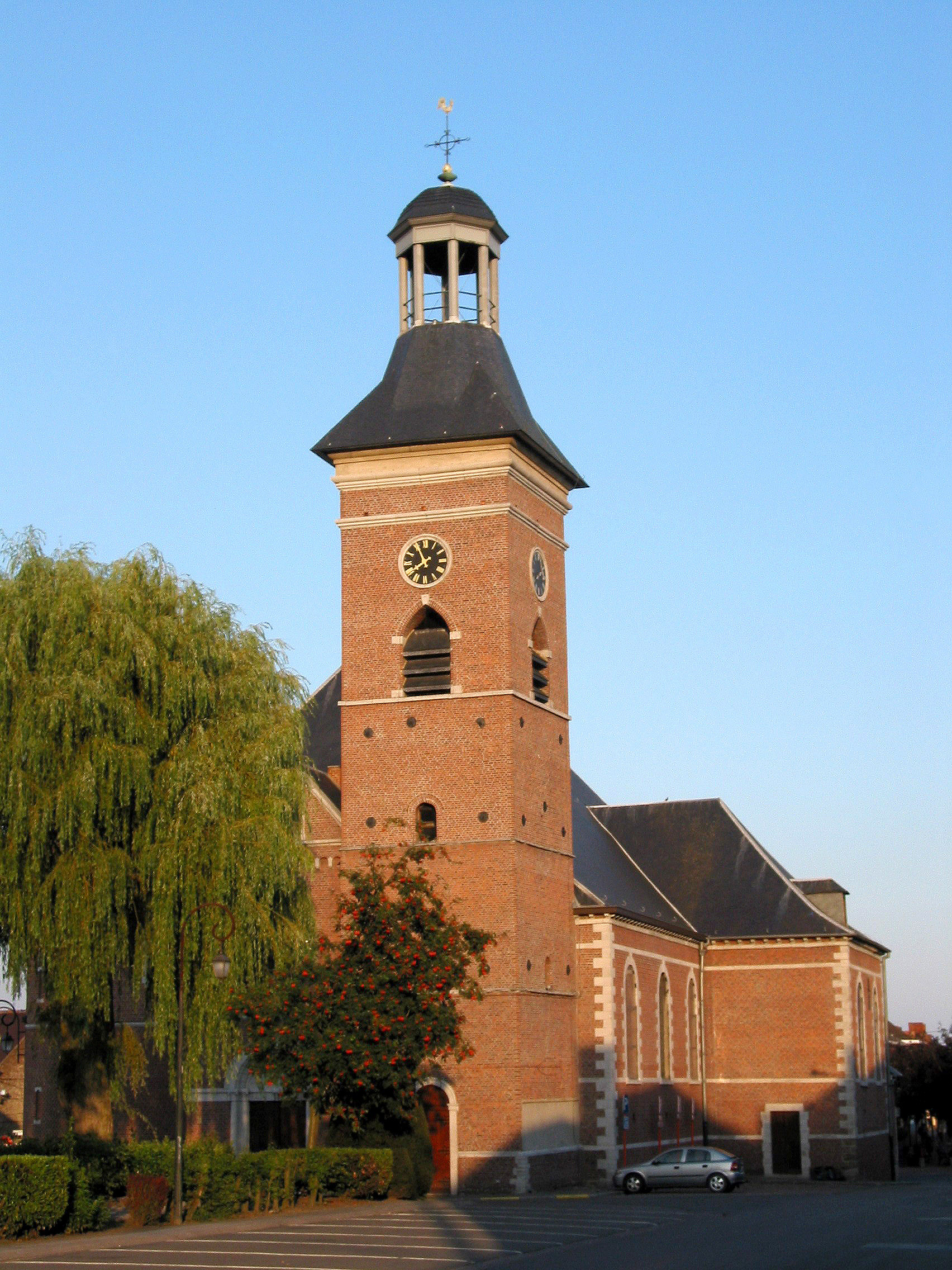
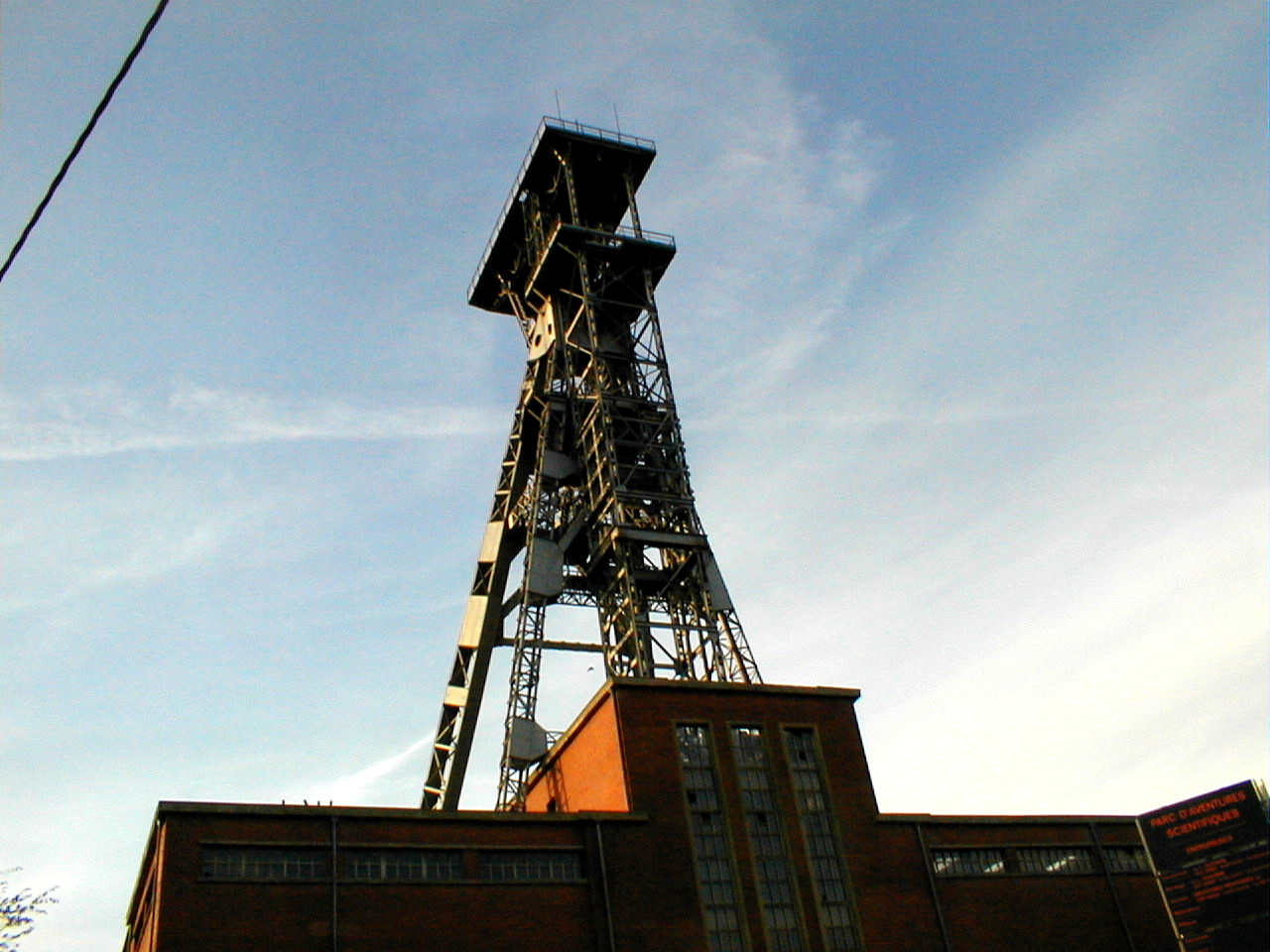